# Izgubljeni vikend (1945.)
Izgubljeni vikend (eng. The Lost Weekend) je film  Billyja Wildera iz 1945. s  Rayom Millandom, Jane Wyman i  Phillipom Terryjem u glavnim ulogama. Film je temeljen na istoimenom romanu Charlesa R. Jacksona o piscu koji pije frustriran optužbom da je imao aferu s jednim muškim kolegom dok je bio na koledžu. Referenca na  homoseksualnost je uklonjena iz filma, a za junakov pad u alkoholizam odgovorna je njegova želja da postane pisac.

## Produkcija
Wildera je ovaj projekt privukao nakon što je radio s Raymondom Chandlerom na scenariju za film Dvostruka obmana. U to je vrijeme Chandler bio liječeni alkoholičar, a stres i buran odnos s Wilderom tijekom njihovog zajedničkog rada ponukali su ga da se vrati piću. Wilder je snimio film dijelom i zbog toga da pokušao Chandleru objasniti njega samog.
Izgubljeni vikend jedan je od prvih filmova koji su koristili teremin, glazbeni instrument korišten za stvaranje ugođaja bolesti i alkoholizma. 
Prava na film trenutno drži Universal Pictures, studio koji drži prava za sve Paramountove filmove snimljene prije 1950.-te godine prošlog stoljeća. 

## Nagrade

### Oscar
Film je 1946. godine bio nominiran u sedam kategorija za prestižnu nagradu Oscar, a osvojio ih je četiri:
- Najbolji film
- Najbolji glavni glumac - Ray Milland
- Najbolji redatelj - Billy Wilder
- Najbolji adaptirani scenarij - Billy Wilder i Charles Brackett
- Najbolja crno-bijela kamera - John F. Seitz
- Najbolja montaža - Doane Harrison
- Najbolja originalna glazba - Miklós Rózsa

### Zlatni globus
Film Izgubljeni vikend bio je nominiran u tri kategorije za nagradu Zlatni globus i pobijedio je u sve tri:
- Najbolji film (drama)
- Najbolji redatelj - Billy Wilder
- Najbolji glavni glumac (drama) - Ray Milland

### Zlatna palma
Izgubljeni vikend bio je pobjednik prvog filmskog festivala u Cannesu 1945. godine, a Ray Milland proglašen je najboljim glumcem. Do danas, Izgubljeni vikend i Marty su jedini filmovi koji su osvojili najveću nagradu na spomenutom filmskom festivalu i Oscara u kategoriji najboljeg filma.  

## Adaptacije
Film Izgubljeni vikend adaptiran je kao radio drama 7. siječnja 1946. godine i pušten preko The Screen Guild Theater, a glavne uloge su ostvarili Ray Milland, Jane Wyman i Frankie Faylen glumeći likove iz filma.
10. ožujka 1946. godine, tri dana nakon što je osvojio Oscara za najbolju mušku ulogu Ray Milland se pojavio kao gost u radijskoj emisiji The Jack Benny Show. U parodiji baziranoj na filmu Izgubljeni vikend Ray i Jack Benny glumili su braću blizance i alkoholičare. Phil Harris, koji je inače u Jackovoj emisiji glumio pijanog vođu benda, u parodiji je glumio brata koji pokušava uvjeriti Raya i Jacka da se odreknu pića. ("Dame i gospodo", rekao je najavljivač, "mišljenja izražena od strane gospodina Harrisa su napisana u scenariju i nisu nužno njegova vlastita.") U sceni smještenoj na odjelu za alkoholičare, Frank Nelson glumio je doktora koji govori Rayu i Jacku da će uskoro početi halucinirati čudne životinje. Nakon što su vizije krenule (Mel Blanc proizvodio je zvukove svinja, majmuna i ostalih životinja) Ray ih je otjerao. "Ray, otišle su!" viknuo je Benny. "Što si učinio?" Milland je odgovorio: "Bacio sam svog Oscara na njih!"

## Vanjske poveznice
- Izgubljeni vikend u internetskoj bazi filmova IMDb-a